# Perczelné Kozma Flóra
Perczelné Kozma Flóra (Baracska, 1864. június 22. – Baracska, 1925. december 31.) a magyar unitarizmus egyik legrangosabb képviselője és apostola.

## Életútja
Édesapja Leveldi Kozma Ferenc, a magyar lótenyésztés meghonosítója. Édesanyja Domokos Judit volt. Kozma Flóra 1884-ben ment férjhez bonyhádi Perczel Ferenchez. Házasságukból négy lányuk született.
Perczelné Kozma Flóra 1893-ban csatlakozott családjával együtt az Unitárius Egyházhoz, és rendszeres templomlátogatói voltak a Nagy Ignác utcai (akkor még Koháry utca) unitárius templomnak. 1901-től a budapesti Dávid Ferenc Egylet alelnöke, 1902 és 1909 között a kéthavonta megjelenő Nők Világa folyóirat főmunkatársa és szerkesztője, számos újságcikk és felolvasás szerzője. Írásait - Felolvasások és Közlemények - két vaskos kötetben jelentette meg 1908-ban és 1915-ben. Ez utóbbi kiadvány bevételét az időközben kitört első világháborúban megvakult katonák megsegítésére ajánlotta föl. A háborús években kevesebbet írt és többet tevékenykedett kiszolgáltatott embertársai védelmében.
Az első világháborút követően sem maradt tétlen. Alapító tagja volt az 1918-ban alakult és 2018-ban újjáalakult Magyar Asszonyok Nemzeti Szövetségének (MANSZ). Női imakönyvet terjesztett „Szívemet hozzád emelem” címmel, melyet összeállítója, dr. Boros György püspök neki ajánlott. Tiszteletbeli tagja volt az Unitárius Irodalmi Társaságnak. 
Trianont követően, 1922-ben megszervezte az első önálló Magyar Unitárius Nőszövetséget(MUNSZ), mely a két világháború között és annak lezárásáig, egészen 1944-ig működött. Kis Bibliát állított össze a kisiskolás gyerekek részére. Több világi szervezetnek is tagja, belépett a Béke Egyesületbe. Részt vett olyan mozgalmakban is, amelyek a züllésnek indult leányok megmentése érdekében indultak. Élete végéig másokért dolgozott. Családjához, szülőföldjéhez való ragaszkodását jelzi, hogy nem az elegáns budapesti Kerepesi, ma Fiumei úti sírkertben óhajtott nyugodni férje mellett, hanem ősei társaságában a szerény baracskai temetőben. Férjét is exhumáltatta, és maradványait a baracskai temetőben helyeztette el.
1925. december 31-én halt meg 61 éves korában, a temetési anyakönyv szerint tüdőgyulladásban. Sírjánál a szolgálatot 1926. január 3-án Józan Miklós budapesti unitárius lelkész végezte. Baracskai sírját, ahol férje és négy lányuk is nyugszik, a Nemzeti Örökség Intézete 2020. október 13-i határozatukkal védett sírrá nyilvánította és felújította; felavatására 2023. április 23-án került sor.

## Emlékezete

### Perczelné Kozma Flóra Unitárius Leányegylet
A Perczelné Kozma Flóra Unitárius Leányegylet 1927–1945 között működött Budapesten. Az egylet célját két pontban fogalmazták meg: 1. a Nőszövetség jövendő működésének biztosítása az új generáció szociális munkára való nevelésével. 2. a leánygyermekek foglalkoztatása, Isten-, ember- és hazaszeretet felébresztése lelkükben, nemes célok kitűzése által az egyház, a haza és a család jövője érdekében. Szervezője és működtetője dr. Enyedi Róbertné dr. Pünkösti Mária volt. A Leányegylet tagjai teaestéket tartottak, és kapcsolatokat ápoltak más hasonló leány-, illetve nőegyleti társszervezetekkel. Rendszeresen támogatták a nemes célokat, adakoztak különböző célokra. A második világháború, mint minden más egyesület és egyházi szervezet esetében, a Belügyminisztérium tevékenységében megállásra kényszerítette, és a háborút követően sem tudott a kommunista diktatúra elnyomó intézkedései miatt újraindulni és folytatni áldásos tevékenységét.
2012 februárjában a Perczelné Kozma Flóra Unitárius Nőegylet tagjai meglátogattak két olyan, Budapesten élő idős hölgyet, aki a Perczelné Kozma Flóra Unitárius Leányegyletnek a tagja volt: Kiss Mártát és Molnár Irént. Kiss Márta adta át a Perczelné Kozma Flóra Unitárius Nőegylet tagjainak azt a naplót, amelybe 1927 és 1944 között élménybeszámolójukat jegyezték bele.

### Perczelné Kozma Flóra Unitárius Nőegylet
A Perczelné Kozma Flóra Unitárius Nőegyletet 2006-ban a Bartók Béla Unitárius Egyházközség hozta létre aktív nőtestvéreik együttműködésével, akik önállóan is szerettek volna hozzájárulni az egyházközség eredményes működéséhez.
Eszményképük az a Perczelné Kozma Flóra, aki az unitárius egyház női apostola, és sokat tett írásai és cselekedetei által a fiatal lányok fejlődése érdekében, az unitárius eszmék terjesztésében és a köz javára. Perczelné Kozma Flóra tanításai, útmutatásai, meglátásai, amelyeket száz évvel korábban megfogalmazott, ma is érvényesek és követendők. A Nőegylet 2006. június 4-én alakult meg, és első önálló közgyűlését 2006. június 18-án tartotta, amelynek keretében megfogalmazta működési tervét.  A Nőegylet célja névadója emlékének az ápolása, valamint az egyházközség munkájának segítése és a hitéleti tevékenység támogatása. Ennek keretében közös kirándulásokat, gyermeknapi összejöveteleket, valamint tematikus előadásokat szerveznek.
Évente meglátogatják a teljesen felújított sírját Baracskán. Baracskán is megalakult a Perczelné Kozma Flóra Értékőrző Kör.